# George McTurnan Kahin
Pour les articles homonymes, voir Kahin (homonymie).
George McTurnan Kahin (25 janvier 1918 – 29 janvier 2000) est un historien et politologue américain. Il est l'un des experts qui fait référence pour l'Asie du Sud-Est et un opposant à l'intervention américaine dans la guerre du Vietnam. Après avoir soutenu sa thèse de doctorat, aujourd'hui encore considérée comme un classique de l'histoire de l'Indonésie, Kahin a enseigné à l'université Cornell, dont il a dirigé le Southeast Asia Program et où il a fondé le Cornell Modern Indonesia Project. Ses mémoires incomplets ont été publiés à titre posthume en 2003.

## Biographie
George McTurnan Kahin naît le 25 janvier 1918 à Baltimore (Maryland) et grandit à Seattle (Washington). Il obtient son BSc en histoire à Harvard en 1940.
Kahin se marie avec Margaret Baker en 1942, mais finira par divorcer. Pendant la Seconde Guerre mondiale, de 1942 à 1945, il sert dans la US Army, où reçoit au sein d'un groupe de soixante GI un entraînement pour être parachutés en Indonésie sous occupation japonaise comme avant-garde des forces alliées. L'opération sera annulée après qu'il fut décidé après la conférence de Potsdam que les forces américaines ne passeraient pas par l'archipel. Son unité sera envoyée sur le théatre européen. Kahin quitte l'armée avec le grade de sergent. C'est durant cette période qu'il commence à s'intéresser à l'Asie du Sud-Est et qu'il apprend l'indonésien et le néerlandais.
Après la guerre, Kahin reprend ses études et obtient son MA à Stanford en 1946. Son mémoire, intitulé The Political Position of the Chinese in Indonesia (Kahin 1946), décrit le rôle des Chinois d'Indonésie dans la jeune république. Il continue de s'intéresser à l'Asie du Sud-Est et se rend en Indonésie en 1948 pour faire une recherche pendant la révolution nationale indonésienne. Il est arrêté par l'administration néerlandaise et expulsé du pays. Kahin obtient son doctorat en sciences politiques à l'université Johns Hopkins en 1951. Sa thèse, intitulée Nationalism and Revolution in Indonesia (Kahin 1952), est considérée comme un classique en histoire de l'Indonésie,.

## Carrière universitaire
En 1951, Kahin est nommé professeur assistant du gouvernement à l'université Cornell. Il devient professeur titulaire et est promu professeur associé en 1954, et obtient une chaire en 1959. Kahin fonde le Cornell Modern Indonesia Project en 1954, dont il restera le directeur jusqu'à sa retraite en 1988. Il est nommé directeur du Southeast Asia Program de l'université en 1961, and held the position until poste qu'il occupera jusqu'en 1970. En 1962 et 1963, dans le cadre du programme Fulbright, il est professeur à l'université de Londres. Kahin était membre du Council on Foreign Relations et de l'Académie américaine des arts et des sciences
.

### Relations avec l'Indonésie
Après son expulsion d'Indonésie en 1949, Kahin aide les jeunes diplomates indonésiens Sumitro Djojohadikusumo, Soedarpo Sastrosatomo et Soedjatmoko alors qu'ils sont en poste aux Nations unies ou à Washington. Il se lie également étroitement d'amitié avec Soekarno et Mohammad Hatta, premiers président et vice-président de l'Indonésie indépendante. Dans son livre Subversion as Foreign Policy (Kahin et Kahin 1995), il s'efforce de prouver l'innocence de l'ancien premier ministre Mohammad Natsir, avec lequel il s'était aussi lié d'amitié, accusé de participation à la rébellion du Darul Islam. Le livre décrit également la "relation destructive" entre les États-Unis et l'Indonésie sous Soekarno.
Kahin a contribué à développer les études indonésiennes aux États-Unis à une époque où la majorité du materiau sur l'Indonésie se trouvait à l'université de Leyde aux Pays-Bas. A Cornell, il crée un programme de formation de milieu de carrière pour des diplomates du monde entier. Il aide aussi de nombreux intellectuels indonésiens à suivre des cours à l'université aux États-Unis. Plusieurs de ses étudiants et associés, parmi lesquels l'Australien Herbert Feith, créeront des programmes similaires dans les  universités où ils enseignent.
À une époque, le gouvernement américain a bloqué le passeport de Kahin. De son côté, le régime de Soeharto en Indonésie lui refusait un visa. En 1991, le ministre indonésien des Affaires étrangères Ali Alatas lui a décerné la Bintang Jasa Pratama (français : médaille du mérite, première classe) pour son œuvre comme "pionnier et précurseur des études indonésiennes aux États-Unis".